# Seriola peruana
 Seriola peruana és una espècie de peix de la família dels caràngids i de l'ordre dels perciformes.

## Morfologia
Els mascles poden assolir els 57 cm de longitud total.

## Distribució geogràfica
Es troba des de Mèxic fins a l'Equador, incloent-hi les Illes Galápagos.